# Sätt sprätt på en miljon
Sätt sprätt på en miljon (på lådan skrivet som Sätt sprätt på en milj000.000n!) är ett svenskt sällskapsspel som har sålts i nästan 200 000 exemplar. Som speltiteln säger går spelet ut på att bli av med en miljon så snabbt som möjligt.
Spelet är utvecklat av Dan Glimne och tillverkat av Alga.
2013 gavs det ut en uppdaterad version av spelet som kallades Sätt sprätt på en miljoooooon!